# Edmonston
Edmonston és una població dels Estats Units a l'estat de Maryland. Segons el cens del 2000 tenia 959 habitants.

## Demografia
Segons el cens del 2000, Edmonston tenia 959 habitants, 303 habitatges, i 216 famílies. La densitat de població era de 1.000,7 habitants/km².
Dels 303 habitatges en un 37,3% hi vivien nens de menys de 18 anys, en un 47,2% hi vivien parelles casades, en un 16,2% dones solteres, i en un 28,7% no eren unitats familiars. En el 21,5% dels habitatges hi vivien persones soles el 7,3% de les quals corresponia a persones de 65 anys o més que vivien soles. El nombre mitjà de persones vivint en cada habitatge era de 3,17 i el nombre mitjà de persones que vivien en cada família era de 3,69.
Per edats la població es repartia de la següent manera: un 31% tenia menys de 18 anys, un 8,4% entre 18 i 24, un 31,7% entre 25 i 44, un 21,2% de 45 a 60 i un 7,7% 65 anys o més.
L'edat mediana era de 34 anys. Per cada 100 dones de 18 o més anys hi havia 96,4 homes.
La renda mediana per habitatge era de 52.813 $ i la renda mediana per família de 56.875 $. Els homes tenien una renda mediana de 35.966 $ mentre que les dones 33.846 $. La renda per capita de la població era de 19.830 $. Entorn de l'1,9% de les famílies i el 6% de la població estaven per davall del llindar de pobresa.

## Poblacions més properes
El següent diagrama mostra les poblacions més properes.